# Antatelson antennatum
Antatelson antennatum is een vlokreeftensoort uit de familie van de Stenothoidae. De wetenschappelijke naam van de soort is voor het eerst geldig gepubliceerd in 1974 door Bellan-Santini & Ledoyer.